# Helsingforsbiennalen
Helsingforsbiennalen är ett  internationellt evenemang för samtidskonst, som avhålls på Skanslandet i Helsingfors vartannat år. Arrangör är Helsingfors konstmuseum HAM. Helsingforsbiennalen stöds av Jane och Aatos Erkkos stiftelse med 2 500 000 euro.
Den första Helsingforsbiennalen skulle ha avhållits 12 juni – 27 september 2020, men sköts upp på grund av Covid-19-pandemin. Namnen på de deltagande konstnärerna offentliggjordes under våren 2020. 
Maija Tanninen-Mattila, chef för Helsingfors konstmuseum HAM, var Helsingforsbiennalens direktör. Huvudkuratorer var Pirkko Siitari, museets utställningschef, och Taru Tappola, också hon chef vid Helsingfors konstmuseum HAM.
Den första biennalen avhölls mellan den 12 juni och 26 september 2021. Alla tidigare annoncerade konstnärer   deltog. Under evenemanget visades såväl nyskapade verk som skapats direkt på plats och sedan tidigare skapade verk. På bienalen, som kallades "Sama meri", målningar, installationer, videor, filmer och performancekonst
visades verk av ett fyrtiotal konstnärerar.
En paviljong hade byggts i Södra hamnen varifrån deltagarna transporterades med båt till Skanslandet. Även Helsingborgs konstmuseum HAM i  Tennispalatset deltog. Biennalen besöktes av omkring  
145 000 personer.
Helsingforsbiennalen år 2023 avhölls mellan den 11 juni och 22 oktober  och besöktes av omkring 300 000 personer och nästa biennal kommer att hållas mellan den 12 juni och 21 september 2025.